# 八重天宫

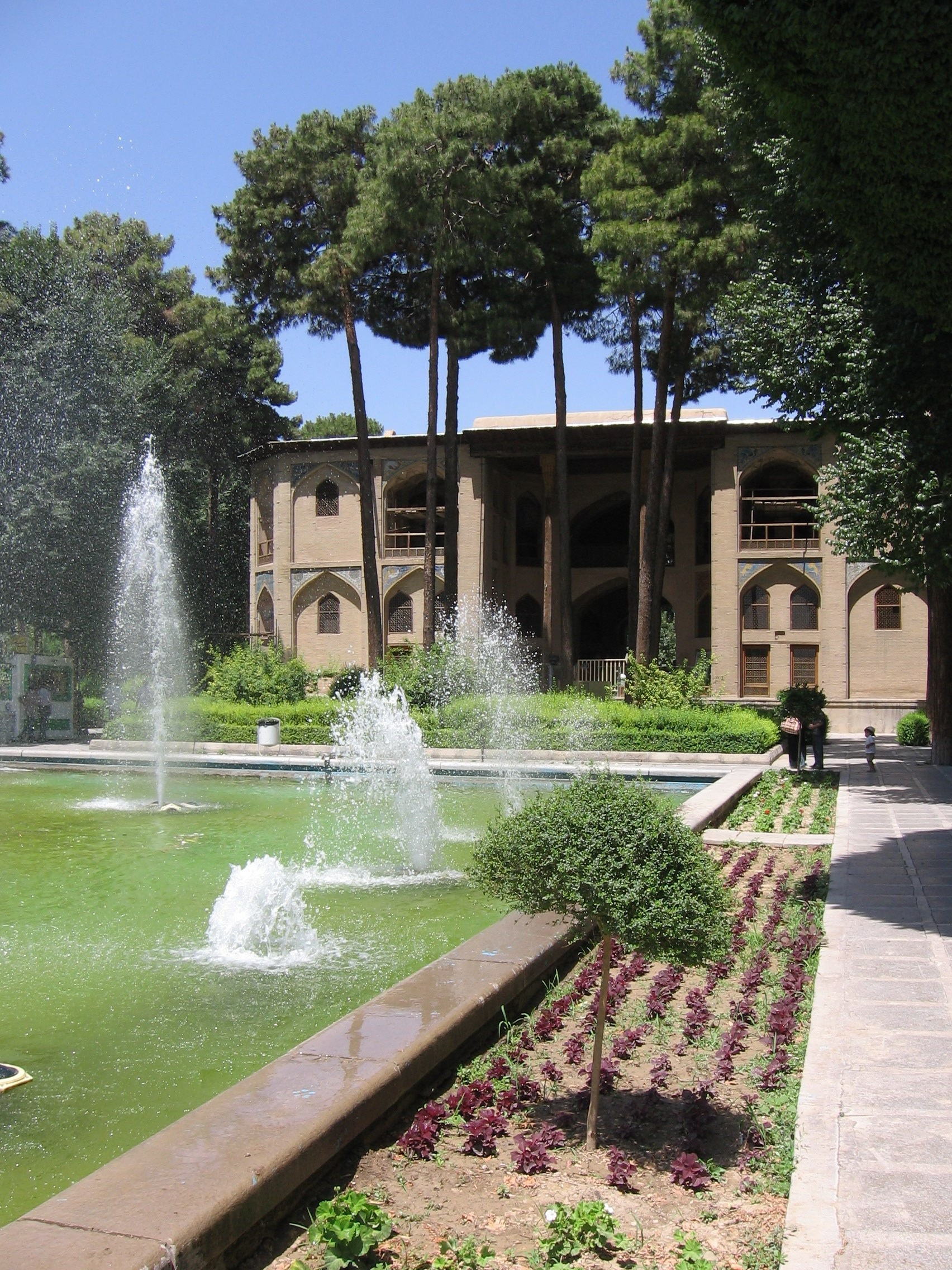
八重天宫

八重天宫（波斯语： هشت‌بهشت，Hasht Behesht）是伊朗中部城市伊斯法罕的一座宫殿，建于萨菲王朝时期（1669年）。

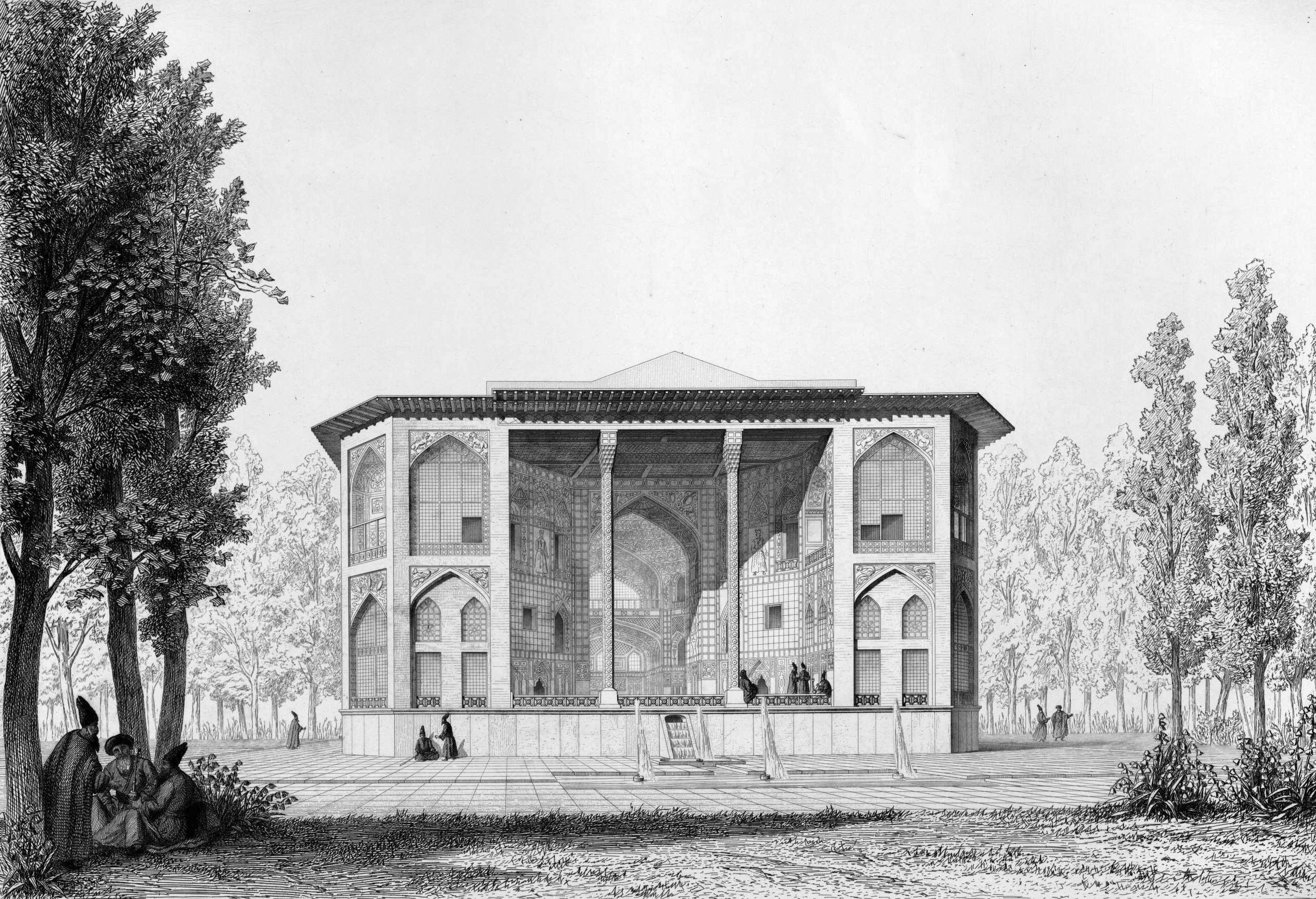
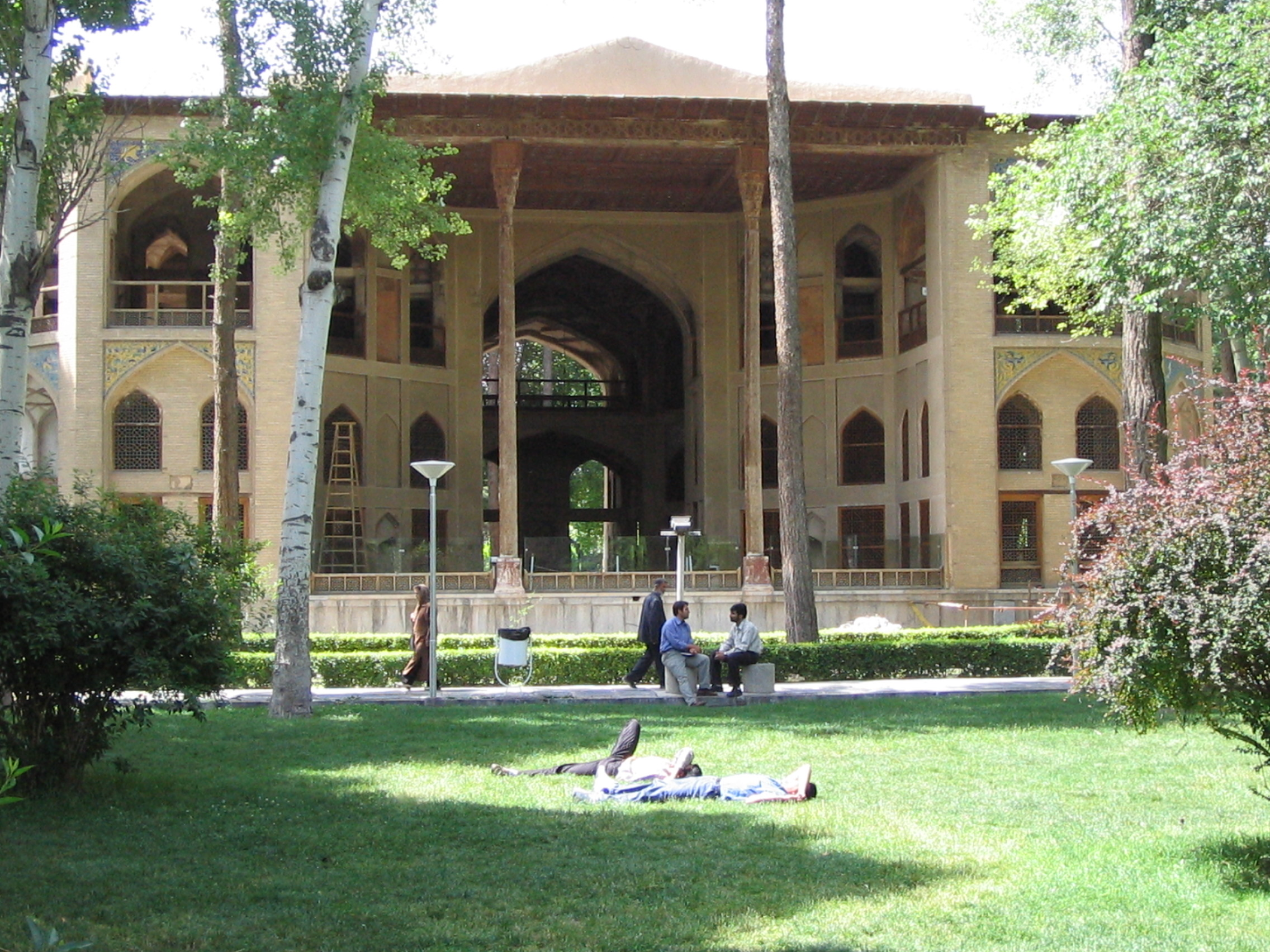
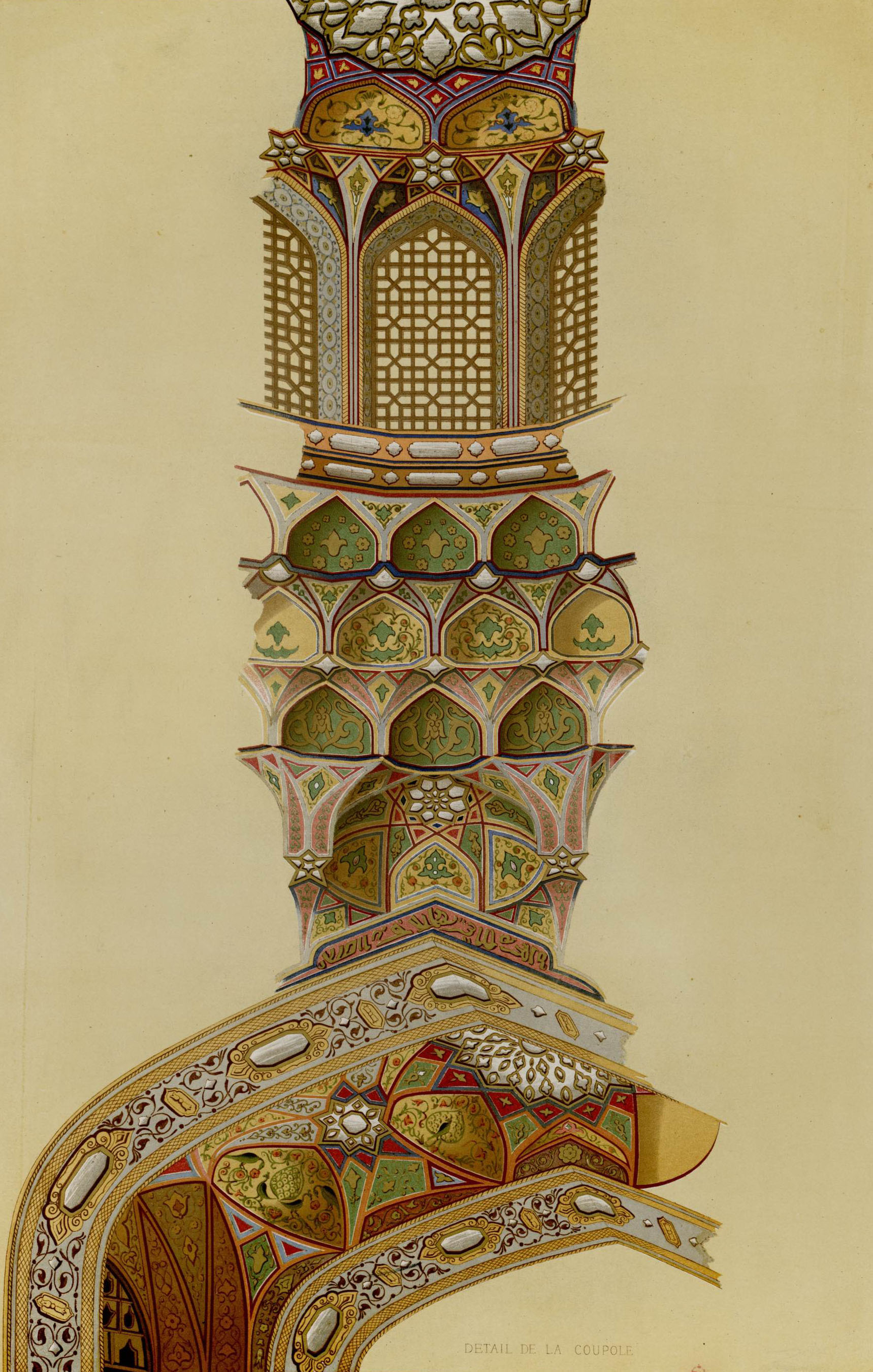
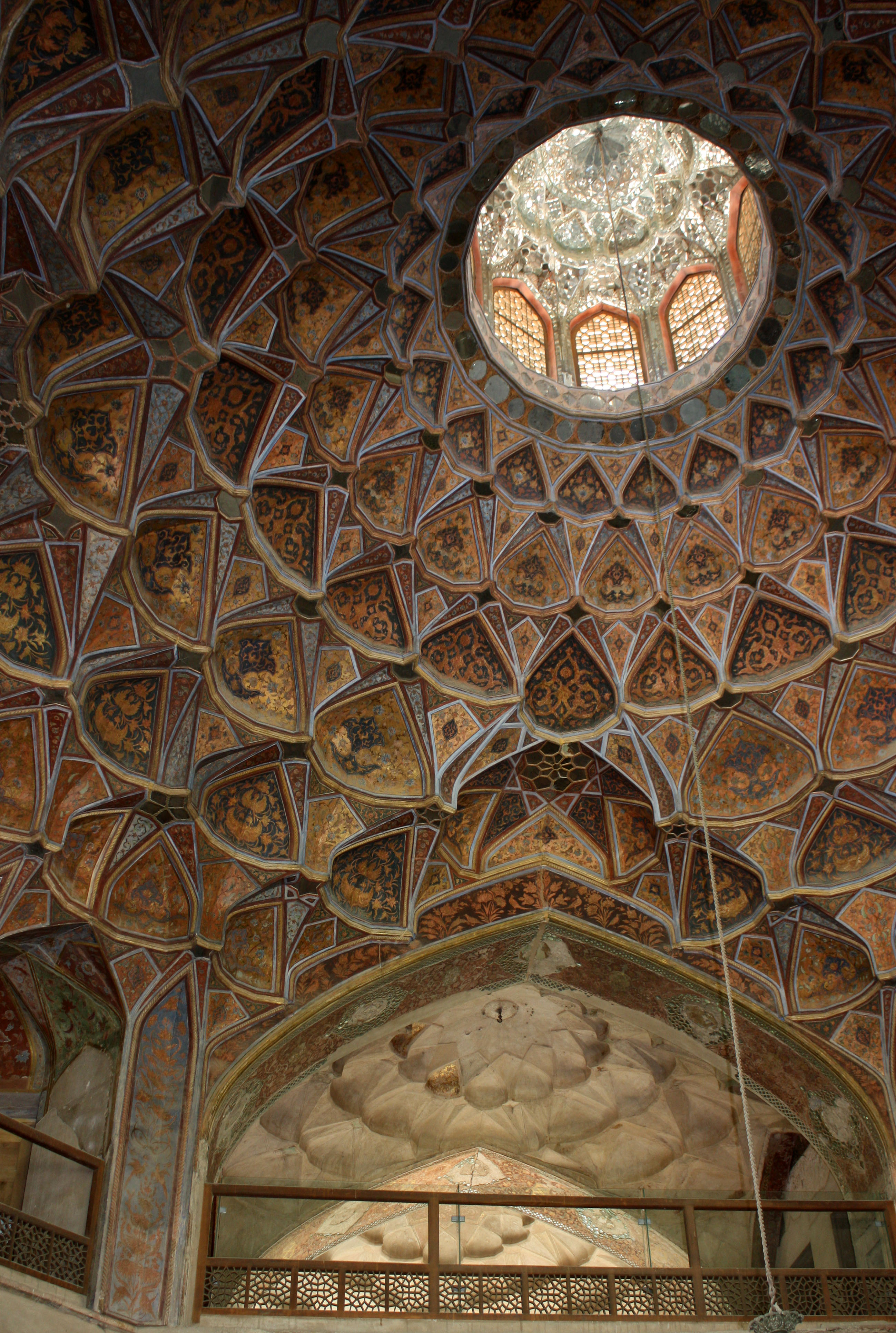

今天，这座宫殿由伊朗文化遗产组织保护。